# 许敬章
许敬章（1920年—1999年），陕西兴平人，中华人民共和国政治人物。
担任全国农业劳模。兴平县窦马农业生产合作社主任。1954年，当选第一届全国人民代表大会代表。